# Zelotomys woosnami
Zelotomys woosnami is een knaagdier uit het geslacht Zelotomys dat voorkomt in de Zuid-Afrikaanse provincie Noord-Kaap, in Noord- en West-Botswana en in Noord- en Oost-Namibië. Daar leeft hij bij struiken in droge savannes.
De rug is lichtgrijs, de onderkant wit, met een geleidelijke overgang. De staart en de voeten zijn ook wit. De totale lengte bedraagt 21 tot 26,4 cm, de staartlengte 10 tot 12 cm en het gewicht 48 tot 62 gram. Vrouwtjes hebben 3+2=10 mammae.
De soort is 's nachts actief en eet gras, insecten en mogelijk vlees. Ze slapen alleen of in paren of familiegroepen in holen, die ze zelf graven of overnemen van gerbils. Hoewel hij voornamelijk op de grond leeft, kan dit dier ook klimmen en springen.
Zelotomys hildegardeae · Zelotomys woosnami